# Mānpur
Mānpur är en ort i Indien.   Den ligger i distriktet Indore och delstaten Madhya Pradesh, i den centrala delen av landet, 700 km söder om huvudstaden New Delhi. Mānpur ligger 577 meter över havet och antalet invånare är 6 636.
Terrängen runt Mānpur är platt norrut, men söderut är den kuperad. Terrängen runt Mānpur sluttar västerut. Runt Mānpur är det tätbefolkat, med 276 invånare per kvadratkilometer. Det finns inga andra samhällen i närheten. Trakten runt Mānpur består till största delen av jordbruksmark.